# Чумак (Черниговская область)
Чумак (укр. Чумак) — село в Репкинском районе Черниговской области Украины. Население 40 человек. Занимает площадь 0,23 км².
Код КОАТУУ: 7424481203. Почтовый индекс: 15070. Телефонный код: +380 4641.

## Власть
Орган местного самоуправления — Вишневский сельский совет. Почтовый адрес: 15070, Черниговская обл., Репкинский р-н, с. Вишнёвое, ул. Пушкина, 2а. Тел.: +380 (4641) 4-81-42; факс: 4-81-42.